# Thirteen Tales of Love and Revenge
Thirteen Tales of Love and Revenge est le troisième album du duo vocal The Pierces.

## Liste des morceaux
1. Secret – 3:48
2. Boring – 3:27
3. Sticks and Stones – 3:11
4. Lights On – 3:48
5. Lies – 3:28
6. Turn On Billie – 3:48
7. Ruin – 3:32
8. Three Wishes – 3:41
9. The Power Of... – 3:54
10. Kill! Kill! Kill! – 3:03
11. It Was You – 3:42
12. Boy In a Rock and Roll Band – 3:37
13. Go to Heaven – 4:05